# Municipio de West (Misuri)
El municipio de West (en inglés: West Township) es un municipio ubicado en el condado de Nueva Madrid en el estado estadounidense de Misuri. En el año 2010 tenía una población de 1592 habitantes y una densidad poblacional de 17,77 personas por km².

## Geografía
El municipio de West se encuentra ubicado en las coordenadas 36°46′50″N 89°40′6″O / 36.78056, -89.66833. Según la Oficina del Censo de los Estados Unidos, el municipio tiene una superficie total de 89.59 km², de la cual 89,43 km² corresponden a tierra firme y (0,18 %) 0,16 km² es agua.

## Demografía
Según el censo de 2010, había 1592 personas residiendo en el municipio de West. La densidad de población era de 17,77 hab./km². De los 1592 habitantes, el municipio de West estaba compuesto por el 95,73 % blancos, el 0,75 % eran afroamericanos, el 0,5 % eran amerindios, el 0,31 % eran asiáticos, el 0,63 % eran de otras razas y el 2,07 % eran de una mezcla de razas. Del total de la población el 1,76 % eran hispanos o latinos de cualquier raza.